# Pia Cramling
Pia Cramling (Stockholm, 1963. április 23. –) svéd sakkozó, nemzetközi nagymester (GM), kétszeres Európa-bajnok (2003, 2010), sakk-Oscar-díjas (1983), korábbi világranglista vezető, háromszoros világbajnokjelölt, az 1980-as évektől a világ egyik legerősebb női sakkozója.
A harmadik női játékos a sakk történetében, aki a férfiak között játszva a versenyeken elért eredménye alapján kapta meg a nagymesteri fokozatot. Polgár Judit mellett, aki soha nem vett részt a női világbajnoki címért folyó versengésben, ő a másik olyan női sakkozó, aki nagymesteri címmel rendelkezik, de nem volt női világbajnok. 1981 óta megszakítás nélkül vezeti a svéd női ranglistát.
Testvére Dan Cramling nemzetközi mester, aki 1981-ben svéd bajnok volt. Férje Juan Manuel Bellón López spanyol nagymester, egy lányuk van, Anna, aki szintén sakkozó. Több évig Spanyolországban éltek, majd visszaköltöztek Svédországba.

## Sakkpályafutása

### Ifjúsági versenyeredményei
Tízéves korában kezdett el sakkozni, miután bátyját rendszeresen elkísérte annak sakkedzésére. Első versenyén 12 éves korában indult.
Első komolyabb sikerét 1976-ban, 13 évesen érte el, amikor a lányok és a fiúk mezőnyében is megnyerte Svédország ifjúsági bajnokságát. 1978-ban, 15 évesen az U20 korosztályos junior lány sakk-Európa-bajnokságon a 6. helyen végzett, ugyanebben a korosztályban 1982-ben a fiúk között a 8−13. helyet szerezte meg.

### Kiemelkedő versenyeredményei
1981-ben Vancouverben megnyerte a női versenyt, 1983-ban Koppenhágában (Valby) a férfiak között 3−4., Oslóban a Nordic Tournament női versenyen az 1. helyet szerezte meg. A férfiak közötti versenyeken 1983−1984-ben Stockholmban 3−6., 1984-ben Reykjavíkban 5−6., Bielben 6−8. Női versenyen 1984-ben Barcelonában és 1985-ben Smederevska Palankán az 1. helyet szerezte meg.
1987-ben Svédország férfi sakkbajnokságán a 2−3. helyen végzett, ugyanezt a helyezést érte el 2007-ben is. 2009-ben ezüstérmet szerzett.
2001-ben Malmőben a Siegeman&Co. nagymesterversenyén holtversenyben a 3. helyen végzett, Stockholmban a Scandic Hotels versenyén a 4. helyet szerezte meg. 2003-ban a malagai nyílt versenyen második lett Szergej Tyivjakov mögött, megelőzve hét nagymestert és 16 nemzetközi mestert. Egy évvel később ugyanezen a versenyen holtversenyben az ötödik volt. 2004-ben megnyerte a Western Canadian Open versenyét, és a 34. Rilton-kupa nagymesterversenyen a győztesektől fél ponttal lemaradva holtversenyben a negyedik helyet serezte meg. 2005-ben a malagai nemzetközi versenyen holtversenyes első, a Las Palmas Openen fél ponttal a győztesek mögött holtversenyes negyedik. 2006-ban Bielben másfél pont előnnyel nyerte meg az Accentus Ladies női nagymesterversenyt, és a Rilton-kupán holtversenyben ötödik lett.
2007-ben első helyezést szerez Montrealban a nemzetközi női Grand Prix verseny döntőjében. 2007−2008-ban a Rilton kupán Stockholmban a férfiak között holtversenyben az első helyen végzett. 2008-ban Isztambulban a nemzetközi női nagymesterversenyen Hou Ji-fan mögött a második, és a hagyományos Rilton-kupán holtversenyben a második helyet szerezte meg. 2009-ben a nagyon erős Gibraltar Master versenyen holtversenyes hetedik, a Baltic Queen női nagymesterversenyen Szentpétervárott a 3−5.
2011-ben a Max Euwe-emlékversenyen Amszterdamban a negyedik, 2012-ben a világ legjobb női sakkozói előtt nyerte meg a Professzionális Sakkozók Szövetségének (PCA) rapid versenyét Tbilisziben. 2013-ban a Hans Svedbark-emlékversenyen 2−3., 2015-ben megnyerte a Taste oc Chess versenyt Stockholmban.

### Egyéni Európa-bajnoki eredményei
2003-ban nyerte meg először a női sakk-Európa-bajnokságot, majd 2010-ben megismételte ezt az eredményét.

### Eredményei a sakkvilágbajnokságokon
Először az 1986-os női sakkvilágbajnokság versenysorozatában jutott az 1985-ben Havannában rendezett zónaközi döntőbe, ahol holtversenyben a 3−5. helyen végzett, majd a rájátszást megnyerve bejutott a világbajnokjelöltek versenyébe, és ott a nyolc versenyző között a negyedik helyet szerezte meg.
Az 1996-os női sakkvilágbajnokság 1993-ban rendezett zónaközi versenyén ismét rájátszás után jutott tovább a világbajnokjelöltek versenyébe. A hollandiai Tilburgban 1994-ben lezajlott női világbajnokjelöltek versenyén a világbajnoki címig jutó Polgár Zsuzsa és az exvilágbajnok Maia Csiburdanidze mögött a 3. helyen végzett.
Az 1999-es női sakkvilágbajnokságon az előző világbajnoki ciklusban elért eredménye alapján közvetlen kvalifikációt szerzett a világbajnokjelöltek versenyén való indulásra. Az 1997-ben Groningenben megrendezett versenyen a tízfős mezőnyben a nyolcadik helyet szerezte meg.
Az első alkalommal kieséses rendszerben megrendezett 2000-es női sakkvilágbajnokságon az első fordulóban a magyar Lakos Nikoletta ellen győzött rájátszás után 4−3-ra, de a második fordulóban 1,5−0,5 arányban vereséget szenvedett az orosz Elena Zayactól.
A 2004-es női sakkvilágbajnokság kieséses rendszerű versenyén az első fordulóban az amerikai Anna Hahn, a másodikban az örmény Lilit Mkrtchian ellen győzött 1,5−0,5 arányban, a harmadik körben azonban rájátszás után 4−2 arányban alulmaradt a litván Viktorija Čmilytė ellenében.
A 2006-os női sakkvilágbajnokságon a 3. kiemeltként indult. Az első fordulóban az egyiptomi Farid Basta Sohair ellen 2−0-ra győzött, de a második körben 1,5−0,5-r kikapott a kínai Peng Csao-csintől.
A 2008-as női sakkvilágbajnokságon az első körben a venezuelai Sarai Sanchez Castillo, a másodikban a kínai Tan Zson-gyi, a harmadikban a szintén kínai Zsuan Lu-fej, a negyedikben az exvilágbajnok bolgár Antoaneta Sztefanova ellen egyaránt 1,5−0,5-re győzött, és csak az elődöntőben kapott ki a világbajnoki címet is megszerző orosz Alekszandra Kosztyenyuktól.
A 2010-es női sakkvilágbajnokságon meglepetésre már az első körben kiesett, miután 1,5−0,5 arányban vereséget szenvedett a török Betul Cemre Yildiztől.
A 2012-es női sakkvilágbajnokságon az első körben 2−0-ra legyőzte az iráni Shayesteh Ghader Pourt, a második körben azonban rájátszás után 3−1-re kikapott az amerikai Irina Krushtól.
A 2015-ös női sakkvilágbajnokság kieséses rendszerű versenyében ismét egészen az elődöntőig jutott. Az első körben 2−0-ra győzte le az iráni Mitra Hejazipourt, a másodikban a skót színekben versenyző Ketevan Arakhamia-Grant, a harmadikban az orosz Valentyina Gunyina ellen nyert 1,5−0,5 arányban. A negyeddöntőben az ukrán Anna Muzicsuk ellen nyert rájátszás után 3,5−2,5 arányban, és csak az elődöntőben szenvedett 2,5−1,5 arányú vereséget az orosz Natalja Pogonyinától.
A 2017-es női sakkvilágbajnokságon szabadkártyával indulhatott, és egy amerikai versenyző után a második körben legyőzte a német Elisabeth Pähtzet, majd a harmadik körben rájátszás után vereséget szenvedett az orosz Alekszandra Kosztyenyuktól, ezzel esve el a továbbjutástól.

## Csapateredményei

### Sakkolimpia
1978 és 2014 között összesen tizenegy sakkolimpián szerepelt a svéd válogatott tagjaként, ebből hét alkalommal a női, négy alkalommal a férfi csapatban a nyílt versenyen. A női válogatottban egyéni teljesítményével két arany (1984, 1988), három ezüst (1978, 1982, 1984) és két bronzérmet szerzett (1988, 2014). Az 1978-as olimpia kivételével, amikor a csapat tartalékaként szerepelt és 81,8%-os teljesítménye egyéni ezüstérmet jelentett számra, minden alkalommal az 1. táblán játszott. A 85 játszmájából 57-et nyert meg, 25 alkalommal végzett döntetlen eredménnyel és csak háromszor szenvedett vereséget. Teljesítménye 81,8%.
A férfiak között, a sakkolimpia nyílt versenyén 1990-ben és 1992-ben a 4. táblán, 1996-ban a 2. táblán szerepelt, míg 2000-ben a csapat tartalékjátékosa volt. Legjobb eredményét 1992-ben érte el, amikor 75%-os teljesítményével tábláján a mezőnyben a 4. legjobb eredményt nyújtotta. 38 játszmából 24 pontot ért el (+18 =12 -8), amely 62,1%.

### Sakkcsapatok Európa-bajnoksága
A Sakkcsapat Európa-bajnokság versenyein négy alkalommal szerepelt a svéd válogatott csapatban. Háromszor a nyílt versenyen a férfi válogatottat erősítette, míg a női versenyen egy alkalommal szerepelt. A nyílt versenyen 1989-ben az 5. táblán elért 75%-os eredményével egyéni ezüstérmet szerzett.
A női csapatok versenyén 2005-ben vett részt a svéd válogatott 1. táblásaként.

### Klubcsapat eredményei
Tíz alkalommal szerepelt a női bajnokcsapatok Európa-kupájának döntőjében, ahol 2005-ben és 2006-ban az ŠK Internet-CG Podgorica csapatával vett részt, és szerzett csapatban egy bronzérmet, egyéniben egy arany és egy ezüstérmet. 2007−2014 között a CE de Mnte Carlo csapatának tagjaként csapatban öt arany és két ezüst, egyéniben két aranyérmet szerzett.
A Four Nations Chess League bajnokságban 2005−2008 között Wood Green London csapatával két alkalommal aranyérmes, 2009−2014 között a Wood Green Hilsmark Kingfisher csapatával három arany és három ezüstérmet szerzett.
A kínai sakkcsapatok ligájában 2008-ban Sanghaj város sakkcsapatával aranyérmes lett.

## Játékereje
1982-ben szerezte meg a női nemzetközi nagymesteri, 1983-ban a nemzetközi mester, 1992-ben a nemzetközi nagymester címet.
1983. januárban került először a világranglista élére, ekkor 2355 Élő-ponttal Nana Alekszandria, Maia Csiburdanidze és Nona Gaprindasvili társaságában holtversenyben állt az élen. 1983. júliusban holtversenyben Nana Alekszandriával holtversenyben második Maia Csiburdanidze mögött,
1984. januárban egyedüli első, az 1984. júliusi világranglistát Polgár Zsuzsával holtversenyben vezeti.
1985. januárban Maia Csiburdanidzével holtversenyes második Polgár Zsuzsa mögött, júliusban 3.,
1986. januárban holtversenyben Polgár Zsuzsával 2−3. Maia Csiburdanidze mögött, júliusban harmadik, ezután visszacsúszott a 4−5. helyre. 1990. januárban visszakerült a világranglista harmadik helyére, ekkor Polgár Judit és Polgár Zsuzsa foglalta el a lista első két helyét és ez a sorrend maradt 1991. januárig, amikor Csiburdanidze megelőzte.
1992. januárban visszakapaszkodott a két Polgár lány mögé a harmadik helyre, és ezt a helyét 1994. januárig tartotta.
1994. júliusban ismét harmadik, majd Hszie Csün zárkózott fel harmadiknak a Polgár lányok mögé.
1996. júliusban sikerült visszaszereznie a harmadik helyet, majd utoljára 1998. januárban állt ott Csiburdanidzével holtersenyben. Ezt követően folyamatosan visszaesett, sőt 2000-ben már az első tízbe sem került be.
A harmadik helyet legközelebb 2006. januárban sikerült ismét elérnie, majd 2007. januártól októberig sikerült meg is tartania. A Top10-ből 2010. januárban szorult ki, és 2015. novemberben ugyan egyszer még sikerült a 9. helyig jutnia, de 2016. márciusban már csak a 23. helyen állt.

## Emlékezetes játszmái
|    | |    |    |    |    |    |    |
|    | \| \| \| \| \| \| \| \| \| \| \| \| \| \| \| \| \| \| \| \| \| \| \| \| \| \| \| \| \| \| \| \| \| \| \| \| \| \| \| \| \| \| \| \| \| \| \| \| \| \| \| \| \| \| \| \| \| \| \| \| \| \| \| \| \| \| \| \| \| \| \| \| |    |    |    |    |    |    |
|    | |    |    |    |    |    |    |
| a8 | b8 | c8 | d8 | e8 | f8 | g8 | h8 |
| a7 | b7 | c7 | d7 | e7 | f7 | g7 | h7 |
| a6 | b6 | c6 | d6 | e6 | f6 | g6 | h6 |
| a5 | b5 | c5 | d5 | e5 | f5 | g5 | h5 |
| a4 | b4 | c4 | d4 | e4 | f4 | g4 | h4 |
| a3 | b3 | c3 | d3 | e3 | f3 | g3 | h3 |
| a2 | b2 | c2 | d2 | e2 | f2 | g2 | h2 |
| a1 | b1 | c1 | d1 | e1 | f1 | g1 | h1 |

| a8 | b8 | c8 | d8 | e8 | f8 | g8 | h8 |
| a7 | b7 | c7 | d7 | e7 | f7 | g7 | h7 |
| a6 | b6 | c6 | d6 | e6 | f6 | g6 | h6 |
| a5 | b5 | c5 | d5 | e5 | f5 | g5 | h5 |
| a4 | b4 | c4 | d4 | e4 | f4 | g4 | h4 |
| a3 | b3 | c3 | d3 | e3 | f3 | g3 | h3 |
| a2 | b2 | c2 | d2 | e2 | f2 | g2 | h2 |
| a1 | b1 | c1 | d1 | e1 | f1 | g1 | h1 |

Pia Cramling−Stefan Kindermann (Hamburg, 1991), Grünfeld-védelem, klasszikus csereváltozat (ECO D86), 1−0
1. d4 Hf6 2. c4 g6 3. Hc3 d5 4. cxd5 Hxd5 5. e4 Hxc3 6. bxc3 Fg7 7. Fc4 O-O 8. He2 b6 9. h4 Hc6 10. Fd5 Vd7 11. h5 e6 12. Fb3 Fa6 13. hxg6 hxg6 14. Hf4 Bfd8 (diagram) 15. Hxe6 fxe6 16. Vg4 Fc8 17. Vxg6 Hxd4 18. Bh3 Hxb3 19. Vh7+ Kf8 20. Bf3+ Vf7 21. Fh6 Vxf3 22. Vxg7+ Ke8 23. gxf3 Hxa1 24. Fg5 Hc2+ 25. Kf1 1-0
Pia Cramling−Rdson Kenji Tsuboi (Manila, 1992), Grünfeld-védelem, klasszikus csereváltozat (ECO D86), 1−0
1. d4 Hf6 2. c4 g6 3. Hc3 d5 4. cxd5 Hxd5 5. e4 Hxc3 6. bxc3 Fg7 7. Fc4 c5 8. He2 Hc6 9. Fe3 O-O 10. O-O Fg4 11. f3 Ha5 12. Fd3 cxd4 13. cxd4 Fe6 14. Bc1 Fxa2 15. Va4 Fe6 16. d5 Fd7 17. Vb4 e6 18. Hc3 exd5 19. Hxd5 Fe6 20. Bfd1 Fxd5 21. exd5 Be8 22. Ff2 Ff8 23. Va4 Fd6 24. Fb5 Bf8 25. Fh4 f6 26. Be1 a6 27. Fd7 b5 28. Vg4 Ba7 29. Ve6+ Kg7 30. Bc8 Vxd7 31. Fxf6+ Bxf6 32. Bg8+ Kh6 33. Vxf6 Fc5+ 34. Kf1 Vxd5 35. Vh4+ Vh5 36. Vxh5+ Kxh5 37. Be5+ Kh6 38. Bxc5 Hc4 39. g4 1-0
Pia Cramling−Viktor Korcsnoj (Biel, 1984), Caro–Kann-védelem, elfogadott Panov-támadás, modern változat (ECO B14), 1−0
1. e4 c6 2. c4 d5 3. exd5 cxd5 4. cxd5 Hf6 5. Hc3 Hxd5 6. Hf3 e6 7. d4 Fb4 8. Fd2 Hc6 9. Fd3 Fe7 10. a3 Ff6 11. O-O O-O 12. Ve2 Fxd4 13. Hxd5 Vxd5 14. Fe4 Vd6 15. Fxc6 bxc6 16. Hxd4 Vxd4 17. Fb4 Be8 18. Bfd1 Vb6 19. Ve5 Vb5 20. Vc7 Vb6 21. Ve5 a5 22. Fc5 Vb3 23. f4 Fa6 24. Bd7 Vc2 25. Fd4 Vg6 26. Be1 f6 27. Vc5 Vf5 28. Vd6 e5 29. fxe5 fxe5 30. Fc5 Vf6 31. Vxf6 gxf6 32.Be3 Kh8 33. Bh3 1-0